# Tinjan, Koper
Tinjan este o localitate din comuna Koper, Slovenia, cu o populație de 151 de locuitori.